# Fortuna Celle
ESV Fortuna Celle ist ein Sportverein aus Celle. Die erste Fußballmannschaft der Frauen spielte von 2013 bis 2018 in der Regionalliga Nord und nahm einmal am DFB-Pokal teil.

## Geschichte
Der Verein wurde im Jahre 1934 gegründet. Neben Fußball bietet der Verein noch Radsport und Rhönrad an.
Erfolgreichste Abteilung der Fortuna sind die Fußballerinnen, die im Jahre 2008 in die viertklassige Oberliga Niedersachsen aufstiegen. Im Jahre 2012 wurde die Mannschaft Vizemeister hinter der zweiten Mannschaft des VfL Wolfsburg und unterlag im Endspiel des Niedersachsenpokals gegen die gleiche Mannschaft mit 1:2 nach Elfmeterschießen. Ebenfalls 2012 wurde Merle Frohms mit der U-17-Nationalmannschaft Europameisterin. Da die Wolfsburgerinnen nicht teilnahmeberechtigt waren, qualifizierte sich die Fortuna für den DFB-Pokal, wo die Mannschaft in der ersten Runde mit 0:8 gegen den Bundesligisten FSV Gütersloh 2009 unterlag. In der Saison 2012/13 sicherten sich die Cellerinnen die Meisterschaft der Oststaffel und schafften nach einem 3:2-Sieg im Endspiel um die Niedersachsenmeisterschaft im neutralen Barsinghausen gegen die zweite Mannschaft des SV Meppen den Aufstieg in die Regionalliga. Lisa Zimmermann erzielte dabei alle drei Tore ihrer Mannschaft. Im Jahre 2018 stieg die Fortuna wieder ab und ging freiwillig bis in die Bezirksliga hinunter. Ein Jahr später wurde die Fortuna dort Meister und stieg in die Landesliga Lüneburg auf.
Die erste Männermannschaft spielt seit dem Abstieg im Jahre 2019 in der 1. Kreisklasse Celle.